# Маркиан
Флавий Маркиан (лат. Flavius Marcianus; 392 — январь 457) — восточно-римский император в 450—457 годах, родственник предыдущих императоров через свою жену, царевну Пульхерию, внучку царя Феодосия Великого.

## Приход к власти
Маркиан родился в 392 в Иллирике или Фракии. Он имел незнатное происхождение и был сыном солдата. Молодые годы он провёл на военной службе в воинских частях, базировавшихся в Филиппополе. Со своей частью Маркиан был отправлен на войну против Сасанидов, но по дороге на восток он заболел в Ликии. В это время он, возможно, уже был трибуном и командиром своего отряда.
Оправившись от болезни, Маркиан отправился в Константинополь, где служил в течение пятнадцати лет доместиком полководцев Ардавура и Аспара. В 431/434 году во время боевых действий в Африке Маркиан был взят в плен вандалами. В соответствии с более поздней легендой, он предстал перед королём Гейзерихом (428—477), который имел предзнаменование, что Маркиан будет императором, и потому отпустил его, взяв клятву никогда не брать в руки оружие против вандалов.
Благодаря влиянию Ардавура и Аспара, Маркиан стал командиром гвардии, а затем был повышен до звания сенатора. После смерти императора Феодосия II был возведён на престол сестрой последнего, Пульхерией, вышедшей за него замуж.

## Правление
Став императором, Маркиан выпустил указ о сложении недоимок казне за десять лет, возвратил сосланных при Феодосии II и приказал умертвить ненавистного Хрисафия, чем сразу расположил к себе многих.
Был проведён Четвёртый Вселенский собор в Халкидоне, в результате монофиситство было осуждено как ересь. Недовольные жители Александрии, бывшей оплотом монофиситства, стали угрожать столице голодом, так как основные поставки хлеба шли из Египта. Император быстро сориентировался и приказал направлять все караваны с зерном по Нилу в Пелусий, а оттуда – в Константинополь. Голод начался в самой Александрии, что позволило властям быстро подавить беспорядки.
Маркиан отказал гуннскому вождю Аттиле в дани, заявив ему через послов, что «золото у него для друзей, для врагов же железо». Понимая, что он никогда не сможет захватить восточную столицу Константинополь, Аттила повернул на запад и увел своих людей в Галлию и Италию. При вторжении гуннов в Италию в 452 году Маркиан послал вспомогательные войска для поддержки западно-римского императора Валентиниана III. Однако он не стал препятствовать разграблению Рима вандалами в 455 году. Некоторые историки, тем не менее, убеждены, что Маркиан принимал более активное участие в оказании помощи Западной империи, чем считается (в частности, они обнаруживают участие Маркиана в событиях, приведших к смерти Аттилы). Незадолго до смерти Аттилы в 453 году, конфликт между ним и Маркианом возобновился. Однако вождь гуннов умер прежде, чем началась война. Маркиан утверждал, что во сне видел лук Аттилы переломленным под своими ногами, и через несколько дней он получил известие, что его главный враг мертв.
В 455 году Маркиан признал Авита западно-римским императором.
Маркиан был справедливым и энергичным правителем, стремился облегчить фискальные тяготы народа. Он реформировал финансы и заселил опустошенные районы. В 452 году он отразил нападения на Сирию и Египет, а в 456 году на кавказской границе подавил восстание царя Лазики Губаза I. Им был созван в 451 году Четвёртый вселенский собор в Халкидоне.
Маркиан умер 27 января 457 года от болезни, возможно, гангрены, развившейся в ходе паломничества. Он был похоронен в церкви Святых Апостолов в Константинополе, вместе с женой Пульхерией. С именем Маркиана связано торжество православной веры. В Синаксаре Константинопольской церкви память Маркиана вместе с памятью его супруги - Царицы Пульхерии указана под 18 февраля (в ряде списков - 17 февраля) с заметкой, что синаксис совершается в "Великой церкви" (соборе Св. Софии) в ближайшее воскресенье. Как святой Император упоминается и в житиях Святителя Димитрия Ростовского под 17 февраля.

## Браки
Единственная известная дочь Маркиана, Марция Евфимия, вышла замуж за Антемия, позднее — императора Западной Римской империи. О матери Марции ничего неизвестно.
Пульхерия была его второй женой. Она приняла священный обет целомудрия, поэтому второй брак был чисто политическим альянсом, позволившим Маркиану стать членом династии Феодосия. Брак Маркиана и Пульхерии никогда не был консуммирован, и поэтому Евфимия не имела младших братьев и сестер.